# Teorema de Heine-Borel
En el análisis matemático, el teorema de Heine-Borel (también llamado teorema de Heine-Borel-Lebesgue-Bolzano-Weierstraß o incluso teorema de Borel-Lebesgue) establece condiciones para que un subconjunto de {\displaystyle \mathbb {R} ^{m}} o de {\displaystyle \mathbb {C} ^{m}} sea compacto. Cuando se refiere al caso particular de la recta real recibe el nombre de Teorema de Heine-Borel. En el resto de los casos, es frecuente llamarlo Teorema de Borel-Lebesgue.[cita requerida]
El teorema se enuncia de la siguiente manera:
| Si un conjunto {\displaystyle K\subset \mathbb {R} ^{m}} tiene alguna de las siguientes propiedades, entonces tiene las otras dos: 1. {\displaystyle K} es cerrado y acotado. 2. {\displaystyle K} es compacto. 3. Todo subconjunto infinito de {\displaystyle K} tiene un punto de acumulación en {\displaystyle K}. |

Las distintas formulaciones del teorema se deben su nombre a los matemáticos Eduard Heine, Émile Borel (1895), Henri Lebesgue (1898), Bernard Bolzano y Karl Weierstrass.

## Historia y motivación
La historia de lo que hoy se llama teorema de Heine-Borel comienza en el siglo XIX, con la búsqueda de sólidos cimientos para el análisis real. Central en la teoría era el concepto de la continuidad uniforme y el teorema que indica que cada función continua en un intervalo cerrado es uniformemente continua. Peter Gustav Lejeune Dirichlet fue el primero en demostrarlo e implícitamente utilizó la existencia de un subconjunto finito de un conjunto abierto dado de un intervalo cerrado en su prueba.  Utilizó esta prueba en sus conferencias de 1852, solamente publicadas en 1904. Más tarde Eduard Heine, Karl Weierstrass y Salvatore Pincherle  utilizaron técnicas similares. Émile Borel en 1895 fue el primero en declarar y demostrar una forma de lo que ahora se llama el teorema de Heine-Borel. Su formulación estaba restringida a conjuntos contables. Pierre Cousin (1895), Lebesgue (1898) y Schoenflies (1900) lo generalizaron a conjuntos arbitrarios.

## Demostración

### Teoremas preliminares
| Los subconjuntos cerrados de conjuntos compactos son compactos. |

Sea {\displaystyle F} un conjunto cerrado y {\displaystyle K} un conjunto compacto tales que {\displaystyle F\subset K\subset \mathbb {R} ^{m}}.
Sea {\displaystyle \{G_{a}\}} un recubrimiento abierto de {\displaystyle F}, entonces {\displaystyle \{G_{a}\}\cup \{F^{c}\}} es un recubrimiento abierto de {\displaystyle K}
(podemos agregar {\displaystyle F^{c}} ya que es abierto). Como {\displaystyle K} es compacto entonces {\displaystyle \{G_{a},F^{c}\}} tiene un subrecubrimiento finito que también cubre a {\displaystyle K}. Podemos quitar a {\displaystyle F^{c}} y sigue cubriendo a {\displaystyle F}. Así obtenemos un subrecubrimiento finito de cualquier recubrimiento abierto de {\displaystyle F}.
| Si {\displaystyle E\subset K\subset \mathbb {R} ^{m}}, donde {\displaystyle E} es un conjunto infinito y {\displaystyle K} es compacto, entonces {\displaystyle E} tiene un punto de acumulación en {\displaystyle K}. |

Si {\displaystyle E} no tuviera puntos de acumulación en {\displaystyle K}, entonces {\displaystyle \forall a\in K}, {\displaystyle \exists \varepsilon >0} tal que {\displaystyle B_{\varepsilon }(a)-a} no contiene puntos de {\displaystyle E} donde {\displaystyle B_{\varepsilon }} es una bola abierta de radio {\displaystyle \varepsilon }. Es claro que el conjunto de estas bolas forman un recubrimiento abierto de {\displaystyle K} que por ser compacto admitiría un subrecubrimiento finito. Pero esto es imposible porque también sería un subrecubrimiento finito de {\displaystyle E}, lo que contradiría el hecho de que {\displaystyle E} es infinito.
| Toda n-celda cerrada {\displaystyle I\subset \mathbb {R} ^{m}} es compacta. |

Sea {\displaystyle I\subset \mathbb {R} ^{m}} una m-celda cerrada,
{\displaystyle I:=\left\{x=(x_{1},x_{2},...,x_{m})\in \mathbb {R} ^{m}:a_{j}\leq x_{j}\leq b_{j},j=1,2,...,m\right\}}.
Entonces si {\displaystyle x,y\in I}, se verifica que {\displaystyle ||x-y||<\delta }, con {\displaystyle \delta =(\sum (b_{j}-a_{j})^{2})^{1/2}}.
Sea {\displaystyle \{G_{a}\}} un recubrimiento abierto de {\displaystyle I\,} y supongamos por reducción al absurdo que {\displaystyle I} no se puede cubrir con una cantidad finita de {\displaystyle G_{a}}'s.
Tomemos {\displaystyle c_{s}={\frac {a_{s}+b_{s}}{2}}}. Entonces los intervalos {\displaystyle [a_{s},c_{s}],[c_{s},b_{s}]} determinan {\displaystyle 2^{m}} m-celdas {\displaystyle Q_{i},\quad i=1,2,...,2^{m}}. Entonces por lo menos un {\displaystyle Q_{i}} no se puede cubrir con una cantidad finita de {\displaystyle G_{a}}'s. Lo llamaremos {\displaystyle I_{1}}. Reiterando el proceso obtenemos una sucesión {\displaystyle \{I_{k}\}} tal que:
1. {\displaystyle I_{1}\supset I_{2}\supset I_{3}\supset ...}.
2. {\displaystyle I_{k}} no se puede cubrir con una cantidad finita de {\displaystyle G_{a}}'s.
3. Si {\displaystyle x,y\in I_{k}} entonces {\displaystyle ||x-y||<2^{-k}\delta }.
4. {\displaystyle {\cap }_{k}I_{k}\neq \emptyset }

Sea {\displaystyle h\in {\cap }_{k}I_{k}}. Como {\displaystyle {\cup }_{a}G_{a}} cubre a {\displaystyle I} entonces {\displaystyle h\in G_{b}\subset {\cup }_{a}G_{a}}.
Como {\displaystyle G_{b}} es abierto {\displaystyle \exists B_{\varepsilon }(h)\subset G_{b}}.
Si tomamos k suficientemente grande tal que {\displaystyle 2^{-k}\delta <\varepsilon } tenemos que este {\displaystyle I_{k}\subset B_{\varepsilon }(h)\subset G_{b}} lo cual contradice la suposición de que no se puede cubrir con una cantidad finita de {\displaystyle G_{a}}'s.

### Demostración del teorema de Heine-Borel
Si cumple 1) entonces {\displaystyle K\subset I} para alguna n-celda {\displaystyle I}, y 1) implicaría 2) por los teoremas 1 y 3 anteriores.
Si se cumple 2), entonces se cumple 3) por el teorema 2 anterior.
Ahora falta demostrar que si cumple 3), entonces cumple 1):
Si {\displaystyle K} no es acotado, entonces contiene una sucesión {{\displaystyle x_{n}}} tal que {\displaystyle ||x_{n}||>n} entonces la sucesión {{\displaystyle x_{n}}} es infinita pero no tiene puntos de acumulación en {\displaystyle \mathbb {R} ^{m}}, lo cual contradice 3).
Si {\displaystyle K} no es cerrado, entonces existe un elemento {\displaystyle x_{0}\in \mathbb {R} ^{m}} que es un punto de acumulación de {\displaystyle K} pero no está en {\displaystyle K}. Para {\displaystyle n=1,2,...} existen {\displaystyle x_{n}\in K} tales que {\displaystyle ||x_{n}-x_{0}||<1/n}, entonces la sucesión {{\displaystyle x_{n}}} es un subconjunto infinito de {\displaystyle K} cuyo único punto de acumulación es el {\displaystyle x_{0}\in \mathbb {R} ^{m}}, que no pertenece a {\displaystyle K}, lo que contradice 3).